# Championnats d'Europe de course d'orientation 2014
 (août 2017).
Si vous disposez d'ouvrages ou d'articles de référence ou si vous connaissez des sites web de qualité traitant du thème abordé ici, merci de compléter l'article en donnant les références utiles à sa vérifiabilité et en les liant à la section « Notes et références ».
Navigation
Édition précédente Édition suivante
Les championnats d'Europe de course d'orientation 2014, dixième édition des championnats d'Europe de course d'orientation, ont lieu du 9 au 16 avril 2014 à Palmela, au Portugal.

## Podiums
Femmes
| Épreuves                | Or                                               | Argent                                           | Bronze                                                 |
| ----------------------- | ------------------------------------------------ | ------------------------------------------------ | ------------------------------------------------------ |
| Femmes Sprint           | Suisse Judith Wyder                              | Ukraine Nadija Wolynska                          | Suisse Julia Gross                                     |
| Femmes moyenne distance | Danemark Signe Søes                              | Danemark Maja Alm                                | Suède Tove Alexandersson                               |
| Femmes Longue distance  | Suisse Judith Wyder                              | Russie Swetlana Mironowa                         | Royaume-Uni Catherine Taylor                           |
| Femmes Relais           | Suisse Julia Gross Sabine Hauswirth Judith Wyder | Suède Lilian Forsgren Karolin Olsson Alva Olsson | Russie Julia Nowikowa Irina Nyberg Natalja Winogradowa |

Hommes
| Épreuves                | Or                                                       | Argent                                           | Bronze                                                   |
| ----------------------- | -------------------------------------------------------- | ------------------------------------------------ | -------------------------------------------------------- |
| Hommes Sprint           | Suède Jonas Leandersson                                  | Suède Jerker Lysell                              | Suisse Martin Hubmann                                    |
| Hommes moyenne distance | Suisse Daniel Hubmann                                    | Suisse Fabian Hertner                            | France Thierry Gueorgiou                                 |
| Hommes Longue distance  | Suisse Daniel Hubmann                                    | Norvège Olav Lundanes                            | Suède Fredrik Johansson                                  |
| Hommes Relais           | Suède Jonas Leandersson Fredrik Johansson Gustav Bergman | Tchéquie Jan Petržela Vojtěch Král Jan Procházka | France Frédéric Tranchand Lucas Basset Thierry Gueorgiou |

## Tableau des médailles
- Pays organisateur

| Rang  | Nation      | Or | Argent | Bronze | Total |
| ----- | ----------- | -- | ------ | ------ | ----- |
| 1     | Suisse      | 5  | 1      | 2      | 8     |
| 2     | Suède       | 2  | 2      | 2      | 6     |
| 3     | Danemark    | 1  | 1      | 0      | 2     |
| 4     | Russie      | 0  | 1      | 1      | 2     |
| 5     | Norvège     | 0  | 1      | 0      | 1     |
| 5     | Tchéquie    | 0  | 1      | 0      | 1     |
| 5     | Ukraine     | 0  | 1      | 0      | 1     |
| 8     | France      | 0  | 0      | 2      | 2     |
| 9     | Royaume-Uni | 0  | 0      | 1      | 1     |
| Total | Total       | 8  | 8      | 8      | 24    |